# Єлизаветинська епоха
Єлизаветинська епоха (друга половина XVI — початок XVII століття) — період в англійській історії, в який відбулися розквіт мистецтва і поезії, музики і театру, в цю епоху жили відомі люди, такі як Вільям Шекспір та Крістофер Марлоу, в історії доби залишилися великі пам'ятники англійських книг, поезія Едмунда Спенсера та Філіпа Сідні, географічні відкриття невідомих до того часу земель Френсісом Дрейком, Волтером Релі, Гамфрі Гілбертом та Річардом Гравілом. Єлизавета I ніколи не бачила Франції, але схвалювала праці мореплавців, поетів і драматургів.

## Історія

### Епоха Єлизавети I

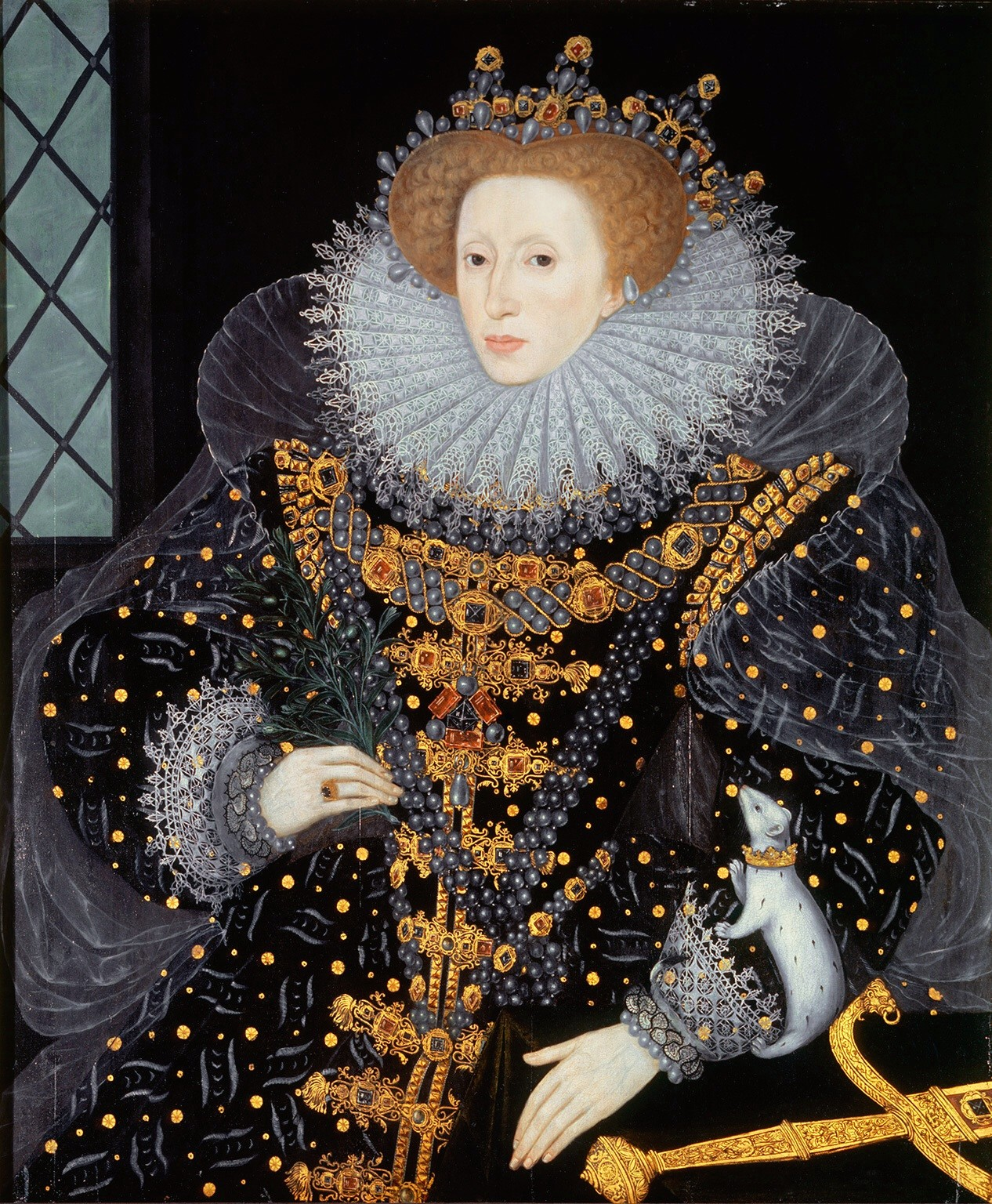
Єлизавета I

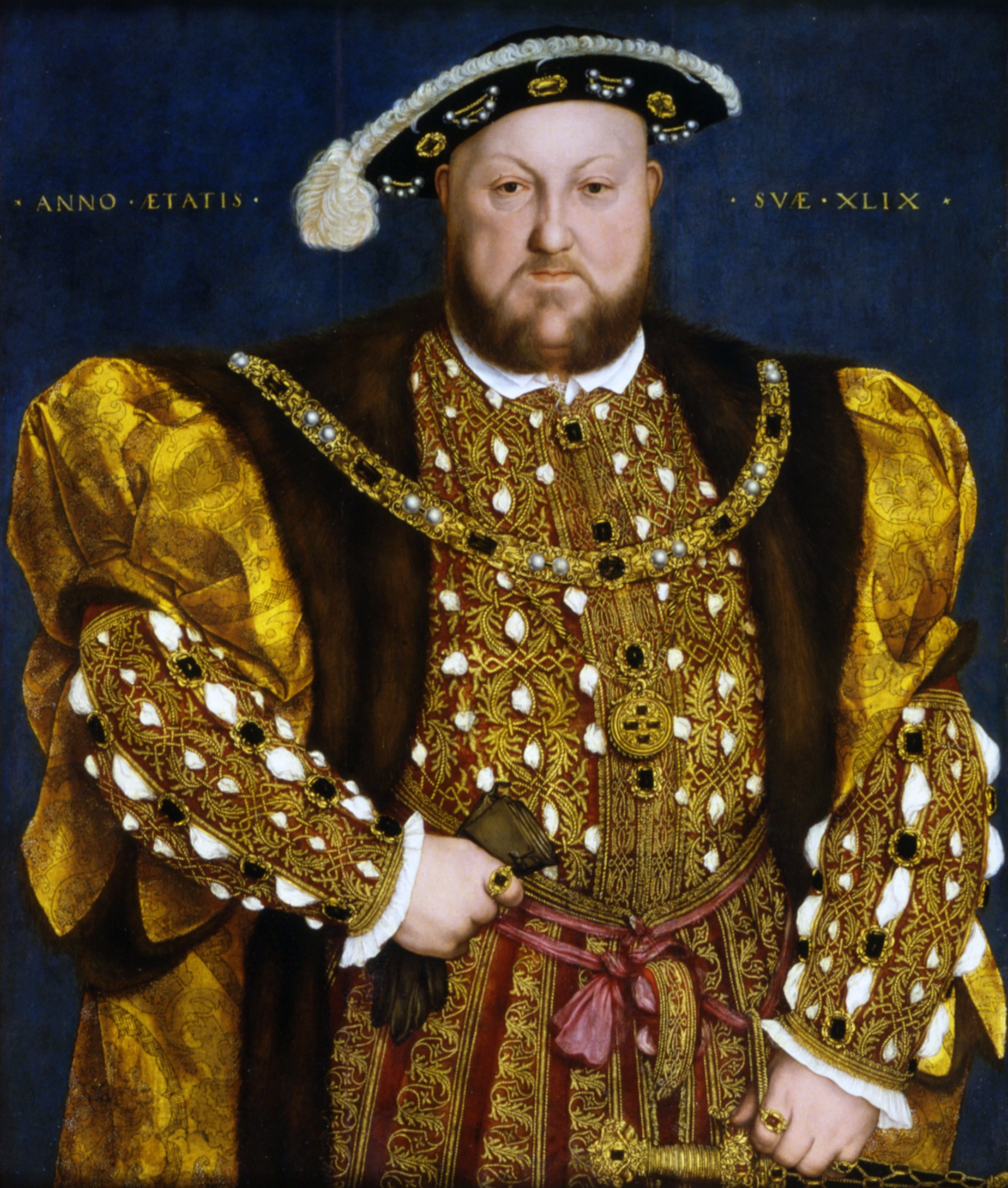
Генріх VIII Тюдор

Коли Королівством Англія правив Генріх VIII, в країні почалася Реформація. Як відомо, причина релігійної революції — зацікавленість англійських дворян у привласненні собі земель, що належать церкві, а також прагнення буржуазних верств перетворити церкву на просту і недорогу.
Привід до початку релігійної революції — відмова Папи Римського на дозвіл розірвання шлюбу Генріха VIII з його тодішньою дружиною Катериною Арагонською — вона була тіткою імператора Священної Римської імперії Карла V. Зрештою, розлучення короля з Катериною Арагонською парламент оформив без відома Папи, і після цього король Англії одружився з Анною Болейн, фрейліною колишньої королеви.
Отже, Папа Римський відмовився давати дозвіл на розлучення. У відповідь на це Генріх VIII в 1534 у видає акт про супрематію, або верховенство; в цьому акті король оголошувався главою церкви. Також в акті проголошувалася недоторканність старих догматів і обрядів католицтва; в церкві змінювався лише її голова; на місці ж Римського Папи замість нього з'явився король; єпископат залишився в силі і тим самим стала опорою абсолютизма. Нова церква Королівства Англія зайняла середнє положення між католиками та протестантами. В 1536 та 1539 відбулося закриття монастирів і конфіскат їх майна — будинків, будівель, прикрас, золота, срібла, і, нарешті, монастирські землі великої площі.
Єлизавета почала правління в 1558; сталося це після смерті її сестри. Молодість королеви була незавидною — її мати стратили, а батько помістив її далеко і довго не визнавав повноправною спадкоємицею престолу. В 1562 видали акт про одноманітність і єдність віри; документ був направлений проти католицтва та дисидентів. В 1571 вийшов у світ черговий акт парламенту, англійський символ віри; він оголошував Королівство Англія країною протестантизму. Акт укладав у собі 36 статей; в них висловлювалася головна розбіжність англіканства від католиків і протестантів. Церква, яка схилялася в догматичному вченні на бік протестантів, зовнішньої (обрядової) стороною узгоджувалася з католицтвом. У символ віри Королівства Англія включили догмат Кальвіна, що описує приречення. Проти католиків видали спеціальні суворі закони. До речі, в Королівстві Англія було суворо заборонена будь-яка поява єзуїтів. Для представників католицизму існували високі додаткові податки, які вони, в свою чергу, повинні були сплачувати. Якщо хто-небудь переходив з протестантів у католики, це вважалося зрадою державі, яка в той час каралося повішенням, патранням і четвертуванням.
Правління Єлизавети I, що продовжувалося довгий термін — 45 років — припадає на період розвитку англійської економіки. У період правління королеви сталося багато важливого: створення компаній, що ведуть торгівлю з іншими країнами (Індія та Америка знаходилися в їх числі), організація заокеанських колоній, зростання торгового флоту країни, розвиток суконної мануфактури, поширення фермерства.
Королева здійснювала відновлення протестантизму, забезпечуючи права власників колишніх земель монастирів; тим самим вона надавала послугу новому дворянству і буржуазним верствам населення.
Королева була на стороні голландської революції; Єлизавета хотіла послабити позиції Іспанії. Кораблі Королівства Англія за намовою Єлизавети громили без оголошення війни ті флотилії іспанців, які поверталися з Америки до себе в країну з коштовностями, і грабували їх. Два великих адмірала королеви Єлизавети — Френсіс Дрейк та Джон Гокінс — починали політичну кар'єру шляхом піратства. Щоб раз і назавжди покласти край піратству Королівства Англія та здійснити відбудову в ній вплив Іспанії, Філіп II в 1588 пішов на Королівство Англія разом з "Непереможною Армадою".
Успішна внутрішня і зовнішня політика королеви додала їй авторитету в очах англійської буржуазії, але під кінець правління Єлизавети з'явилося деяке невдоволення буржуазних верств режимом абсолютизму. В 1601 парламент заявив різкий протест проти торгівлі Єлизаветою патентами для монопольного виробництва товарів окремими людьми та/або компаніями. Після цього в справу втрутилася сама королева і пообіцяла припинити торгівлю патентами; королева зробила це для того, щоб парламент заспокоївся. До речі, він не був задоволений і церковною політикою Єлизавети. Частина буржуазних верств населення та нових дворян бажали просування реформації церкви в Королівстві Англія в дусі кальвінізма. Проте королева Англії не бажала припиняти єпископат (в цьому ладі єпископи були найслухнянішим знаряддям у руках абсолютизму).
Єлизавета взагалі була досвідченою правителькою, вона використовувала в політиці давній досвід Тюдорів. Вона була на боці перства і феодалів; це розглядалося в великі виплати з королівської скарбниці, списування боргів, земельних платні і роздачі посад. Єлизавета прагнула до того, щоб її опорою були і буржуазія, і дворяни. У цьому і проявилася її далекоглядність. Улюблений символ Єлизавети — пелікан — за переказами годує пташенят м'ясом, яке птаха вирвала з власних грудей.
Королева удосконалила політику лавірування між дворянами і буржуазними верствами; ця політика була звичайною і в Тюдорів.
При Єлизаветі активно розвивалися нові ремесла — скловиробництво, виготовлення паперу, бавовняних тканин і так далі. Королева проявила ініціативу створення пайових товариств, які сприяли перелому в гірничодобувній промисловості та металургії Королівства Англія.

### Культура Королівства Англія при Єлизаветі
Час правління королеви вважається часом розквіту театрального мистецтва гуманістів. Великий представник Відродження Королівства Англія — Вільям Шекспір. У той час в країні працювало багато живописців. Для того, щоб малювати королівські портрети, були спеціально розроблені суворі правила і обмеження. Отже, портрети Єлизавети потрібно було створювати тільки за допомогою зразків, які робили майстри з вибору королеви. Також були суворі канони щодо створення придворних портретів; потім канони поширилися ще й на всі портрети аристократичної тематики. Композиція портретів була наступною: статичність, на обличчях жодних емоцій, вони виглядали «млявими», зате з великою ретельністю малювали одяг.